# Lacroix-Barrez
Lacroix-Barrez (okzitanisch La Crotz) ist ein Ort und eine südfranzösische Gemeinde mit 531 Einwohnern (Stand 1. Januar 2022) im Département Aveyron in der Region v. Der Ort gehört zur historischen Provinz Rouergue.

## Lage
Der Ort Lacroix-Barrez liegt in einer Höhe von ca. 770 m ü. d. M.; die Flüsse Bromme und Truyère bilden die östliche bzw. südöstliche Gemeindegrenze. Rodez, die ehemalige Hauptstadt der Rouergue, befindet sich ca. 74 km (Fahrtstrecke) südlich; die Kleinstadt Aurillac liegt ca. 42 km nordwestlich.

## Bevölkerungsentwicklung
| Jahr      | 1800 | 1851 | 1901 | 1954 | 1999 | 2013 |
| Einwohner | 296  | 1827 | 1541 | 761  | 550  | 464  |

Der Bevölkerungsanstieg in der ersten Hälfte des 19. Jahrhunderts ist auf die Eingemeindung der ehemals selbständigen Dörfer Bars, Freysse und Valcaylès zurückzuführen. Der Bevölkerungsrückgang im 20. Jahrhundert hängt hauptsächlich mit dem Verlust an Arbeitsplätzen infolge der Mechanisierung der Landwirtschaft zusammen.

## Wirtschaft
Der Ort Lacroix-Barrez diente lange Zeit den ausschließlich landwirtschaftlich orientierten und sich weitestgehend selbstversorgenden Weilern (hameaux) und Einzelgehöften in der Umgebung als Handwerks-, Handels- und Dienstleistungszentrum. Seit der Mitte des 20. Jahrhunderts spielt der Tourismus in Form der Vermietung von Ferienwohnungen (gîtes) eine nicht unbedeutende Rolle für das Wirtschaftsleben des Ortes.

## Geschichte
Im Mittelalter gab es in Bars eine Prioratskirche, welche der Abtei von Conques gehörte; die Kirche von Lacroix stand dagegen in Abhängigkeit von La Chaise-Dieu. Der Ort Lacroix-Barrez wird erstmals um 1250 als La Croix de Bars erwähnt und bildete später unter den Vizegrafen von Carlat einen Teil des Carladez, einem Teil der Rouergue; dieser wiederum war von 1276 bis 1344 Bestandteil des Königreichs Mallorca. Im Hundertjährigen Krieg (1337–1453) blieb der Ort wegen seiner nördlichen Lage wohl verschont; das Château de Valon wurde hingegen im Jahr 1378 von Freischärlern angegriffen und teilweise zerstört. Im Jahr 1643 gab der französische König Ludwig XIII. das Gebiet als Lehen an die in Monaco residierende Familie Grimaldi, die bis zur Französischen Revolution die Herrschaft innehatte.

## Sehenswürdigkeiten
Lacroix-Barrez
- Die Pfarrkirche ist ein imposanter Bau des 20. Jahrhunderts in neoromanischen Stilformen.

Bars
- Die romanische Prioratskirche Saint-Barthélémy wurde im 15. Jahrhundert komplett im gotischen Stil neugestaltet und erhielt ein neues Patrozinium (Sainte Geneviève).

Fraysse
- Das beinahe zur Gänze aus Bruchsteinen errichtete Château de Valon geht in seinem heutigen Zustand auf das 14. Jahrhundert zurück. Die Anlage wird dominiert von einem mächtigen Bergfried (donjon) aus exakt bearbeiteten Hausteinen auf quadratischem Grundriss; auch die ehemalige Burgkapelle ist weitgehend erhalten. Die Burgruine ist seit dem Jahr 1925 als Monument historique anerkannt.[1]

## Persönlichkeiten
- Jean Verdier (1864–1940), seit 1929 Erzbischof von Paris, wurde in Lacroix-Barrez geboren.